# Littlerock (Kalifornija)
Littlerock je naseljeno područje za statističke svrhe u američkoj saveznoj državi Kalifornija. Prema popisu stanovništva iz 2010. u njemu je živjelo 1.377 stanovnika.